# Crotone (mitologia)
Crotone (in greco antico: Κρότων?, Króton; in latino Croto), figlio di Eaco, nella mitologia greca era il nome dell'eroe famoso per avere dato il nome alla città omonima situata nell'Italia meridionale.

## Il mito
Eracle, di ritorno da una delle sue fatiche (quella che lo vide occupato contro Gerione), si riposò a casa di tale Crotone. La mandria di cui il semidio era incaricato di occuparsi fu rubata da un ladro; subito Eracle, insieme a Crotone, andò a stanarlo nel luogo dove abitava, ma nella seguente colluttazione oltre al ladro morì Crotone, ucciso proprio dal figlio di Zeus. Eracle pianse la morte del caro amico. Senza indugio, provvedette alla costruzione di un reale monumento funebre, supplicando gli Dei di far sì che su quella tomba sorgesse una delle città più fiorenti dell'antica Magna Grecia.
Secondo una leggenda, l'oracolo di Apollo a Delfi ordinò ad Archia di Corinto di fondare  Siracusa, mentre a Miscello di Ripe di fondare una nuova città nel territorio compreso fra Capo Lacinio e Punta Alice. Dopo aver attraversato il mare ed esplorato quelle terre, Miscello di Ripe pensò che sarebbe stato meglio fermarsi a Sybaris, già florida e accogliente anziché affrontare i pericoli e le difficoltà nella fondazione di una nuova città. Il dio adirato gli ordinò di rispettare il responso dell'oracolo. Secondo Ovidio sarebbe stato invece Eracle ad ordinare a Miscello di Ripe di recarsi sulle rive del fiume Esaro.